# Manius Acilius Glabrio (consul en 91)
Pour les articles homonymes, voir Acilius Glabrio.
Manius Acilius Glabrio est un sénateur romain du Ier siècle, consul en 91 et mis à mort par Domitien en 95.

## Biographie
Il appartient à une des familles les plus nobles de Rome, les Acilii, et de nombreux Acilii Glabriones ont occupé le poste consulaire, de Manius Acilius Glabrio en 191 av. J.-C. jusqu'à la fin du IIIe siècle.
Il est surtout connu pour être le collègue de Marcus Ulpius Traianus, le futur empereur Trajan, au consulat de l'an 91 sous Domitien,.
Comme il est d'une grande force, Domitien lui ordonne de descendre dans l'arène et de combattre un énorme lion de Numidie. Il tue l'animal, ce qui est accueilli avec beaucoup d'applaudissements. Cela éveille la jalousie de l'empereur, qui quelques années plus tard utilisa ce prétexte pour bannir Acilius Glabrio, puis le faire mettre à mort en 95,. Selon Suétone, l'empereur fait exécuter plusieurs sénateurs et consulaires, dont Glabrio, pour conspiration contre l'Empire ». Pour Dion Cassius, Glabrio et Titus Flavius Clemens sont tous deux exécutés, ainsi que « plusieurs autres » pour « ne pas adorer les Dieux » et pour avoir « embrassé la religion des juifs ». Son exécution est parfois expliquée par une conversion au christianisme. Pour Monique Dondin-Payre, il s'agit d'une «interprétation erronée» et la conversion précoce de la famille des Acilii est un mythe.
Manius Acilius Glabrio, consul en 124, est son fils.

## Motif de son exécution
Après avoir relaté l'exécution de Flavius Clemens, accusé par Domitien « de ne pas adorer les Dieux », l'historien romain Dion Cassius poursuit son propos en disant que « plusieurs encore qui avaient embrassé la religion des juifs, furent punis pour le même sujet, les uns de mort, les autres de la confiscation de leurs biens. [...] [Manius Acilius] Glabrion qui avait été consul avec Trajan, fut aussi condamné à mort, tant pour ce même crime que parce qu'il avait combattu contre les bêtes. » Cette formulation a donné lieu à un débat pour savoir si Manius Acilius Glabrio était juif ou s'il était chrétien ou s'il fut condamné pour une autre raison. Pour Monique Dondin-Payre, «les motifs sont obscures». Juvénal n'envisage que l'arbitraire de Domitien tandis que Dion et Suétone insèrent Glabrio dans un groupe de condamnés «pour des raisons difficiles à élucider» et Glabrio aurait été victime d'une mesure collective visant les sénateurs les plus éminents du sénat.
L'idée d'une conversion précoce d'Acilius Glabrio au christianisme fut formulée à la suite de découvertes archéologiques effectuées à la fin du XIXe siècle par Giovanni Battista De Rossi dans la catacombe de Priscilla,. La découverte de deux inscriptions mentionnant des membres de la famille des Acilii dans la catacombe amena De Rossi à élaborer le récit de la conversion précoce du consul de 91 à partir d'autres sources, dont celles de sa condamnation par Domitien. L'hypothèse de De Rossi reçut beaucoup d'écho et est encore parfois présentée. Toutefois en 1931, les analyses de P. Styger ont démontré « l'absence de justification archéologique à l'hypothèse »,. Pour Monique Dondin-Payre «il est clair qu'aucun lien ne met les Acilii Glabriones en rapport avec le christianisme».

## Famille d'Acilius Glabrio
La généalogie et la descendance d'Acilius Glabrio sont difficiles à établir avec certitude en raison du caractère lacunaire de nos documents mais aussi des homonymies dans la documentation. Plusieurs hypothèses différentes ont donc été proposées pour établir des arbres généalogiques de la famille.
Le père du consul de 91 était un Acilius et le consul de 91 eut au moins un fils qui doit être le consul de 124 M'. Acilius Glabrio. Le consul de 152, M'. Acilius Glabrio est donc son petit-fils. L'un ou l'autre de ces Acilii consul a épousé Arria Plaria Vera Priscilla, mais les avis divergent sur lequel des trois consuls. Selon Marie-Thérèse Raepsaet-Charlier, il s'agirait du consul de 91. Pour Monique Dondin-Payre, elle aurait épousé le consul de 124.